# Eulima parva
Eulima parva is een slakkensoort uit de familie van de Eulimidae. De wetenschappelijke naam van de soort werd in 1866 voor het eerst geldig gepubliceerd door George Brettingham Sowerby II.